# Eleição municipal de Osasco em 2008
A eleição municipal da cidade brasileira de Osasco em 2008 aconteceu em 5 de outubro de 2008 para eleger um prefeito,um vice-prefeito e 21 vereadores no município de Osasco, no Estado de São Paulo, no Brasil. O então prefeito Emídio de Souza, do PT, foi reeleito com 50,98%, dos votos válidos logo no primeiro turno, ele venceu na disputa o ex-prefeito Celso Giglio, do PSDB, o também ex-prefeito Francisco Rossi, do PMDB, além de Delbio Teruel, do PDT, Helton Saragor, do PSOL e Adão Heleno Rodrigues, do PMN. O vice-prefeito eleito, na chapa de Emídio, foi Faisal Cury, do PTB. Na Câmara Municipal, o vereador mais bem votado, foi Osvaldo Vergínio, do PR, que obteve 10.001 votos, correspondente a 2,49% dos votos válidos.

## Antecedentes
Na eleição municipal de 2004, o então deputado estadual Emídio de Souza, do PT foi eleito no segundo turno, prefeito de Osasco com 52,54% dos votos, vencendo o então prefeito Celso Giglio, do PSDB que ficou em segundo lugar com 47,46% dos votos.

## Eleitorado
Na eleição municipal de Osasco em 2008, estavam aptos a votar 513.346 eleitores, desses 441.025 eleitores compareceram as urnas.

## Candidatos[5]
|  | Nº | Candidato(a) a prefeito | Candidato(a) a prefeito                           | Candidato(a) a vice-prefeito | Candidato(a) a vice-prefeito                              | Coligação |
|  | -- | ----------------------- | ------------------------------------------------- | ---------------------------- | --------------------------------------------------------- | --- |
|  | 12 |                         | Delbio Teruel (PDT) Delbio Camargo Teruel         |                              | Dra. Bethy (PDT) Elizabeth de Lourdes Polachini Rodrigues | Sem coligação - Partido Democrático Trabalhista (PDT) |
|  | 13 |                         | Emídio de Souza (PT) Emídio Pereira de Souza      |                              | Dr. Cury (PTB) Faisal Cury                                | Osasco de Todos - Partido dos Trabalhadores (PT) - Partido Trabalhista Brasileiro (PTB) - Partido Social Liberal (PSL) - Partido Republicano Progressista (PRP) - Partido Verde (PV) - Partido Social Democrata Cristão (PSDC) - Partido Socialista Brasileiro (PSB) - Partido Humanista da Solidariedade (PHS) - Partido Renovador Trabalhista Brasileiro (PRTB) - Partido Popular Socialista (PPS) - Partido Republicano Brasileiro (PRB) - Partido da República (PR) - Partido Comunista do Brasil (PCdoB) |
|  | 15 |                         | Francisco Rossi (PMDB) Francisco Rossi de Almeida |                              | Bio (PMDB) Uébio José da Silva                            | Compromisso Com a Verdade - Partido do Movimento Democrático Brasileiro (PMDB) - Partido Progressista (PP) - Partido Social Cristão (PSC) |
|  | 33 |                         | Adão Heleno (PMN) Adão Heleno Rodrigues           |                              | Nelson Frare (PMN) Nelson Luiz Frare                      | Sem coligação - Partido da Mobilização Nacional (PMN) |
|  | 45 |                         | Celso Giglio (PSDB) Celso Antonio Giglio          |                              | Ângelo Elias (DEM) Ângelo Elias Santos                    | Pela Reconstrução de Osasco - Partido da Social Democracia Brasileira (PSDB) - Democratas (DEM) |
|  | 50 |                         | Helton Bastos (PSOL) Helton Saragor de Souza      |                              | Valdecir Martins (PSOL) Valdecir Martins Teixeira         | Sem coligação - Partido Socialismo e Liberdade (PSOL) |

## Resultado da eleição

### Prefeito:[6]
| Emídio de Souza (PT)    | Dr. Cury (PTB)          | 204.356 | 50,98%  |
| Celso Giglio (PSDB)     | Ângelo Elias (DEM)      | 121.455 | 30,30%  |
| Francisco Rossi (PMDB)  | Uébio da Silva (PMDB)   | 57.620  | 14,38%  |
| Delbio Teruel (PDT)     | Dra. Bethy (PDT)        | 14.425  | 3,60%   |
| Helton Bastos (PSOL)    | Valdecir Martins (PSOL) | 1.919   | 0,48%   |
| Adão Heleno (PMN)       | Nelson Frare (PMN)      | 1.049   | 0,26%   |
| Total de votos válidos  | Total de votos válidos  | 400.824 | 100,00% |
| Votos apurados          |                         |         |         |
| Votos válidos           | Votos válidos           | 400.824 | 90,88%  |
| Votos em branco         | Votos em branco         | 15.997  | 3,63%   |
| Votos nulos             | Votos nulos             | 24.204  | 5,49%   |
| Total de votos apurados | Total de votos apurados | 441.025 | 100,00% |
| Eleitores               |                         |         |         |
| Comparecimento          | Comparecimento          | 441.025 | 85,91%  |
| Abstenções              | Abstenções              | 72.321  | 14,09%  |
| Total de eleitores      | Total de eleitores      | 513.346 | 100,00% |
| Total de seções: 1.250  |                         |         |         |

### Vereador:[7]
| Resultado da eleição para a Câmara Municipal de Osasco em 2008 candidato | Resultado da eleição para a Câmara Municipal de Osasco em 2008 candidato | Resultado da eleição para a Câmara Municipal de Osasco em 2008 candidato | Resultado da eleição para a Câmara Municipal de Osasco em 2008 candidato | Resultado da eleição para a Câmara Municipal de Osasco em 2008 candidato | Resultado da eleição para a Câmara Municipal de Osasco em 2008 candidato |
| Candidato                                                                | Número                                                                   | Partido                                                                  | Votos                                                                    | %                                                                        |                                                                          |
| ------------------------------------------------------------------------ | ------------------------------------------------------------------------ | ------------------------------------------------------------------------ | ------------------------------------------------------------------------ | ------------------------------------------------------------------------ | ------------------------------------------------------------------------ |
| Osvaldo Vergínio                                                         | 22.634                                                                   | PR                                                                       | 10.001                                                                   | 2,49                                                                     |                                                                          |
| Toniolo                                                                  | 44.678                                                                   | PRP                                                                      | 8.309                                                                    | 2,07                                                                     |                                                                          |
| Ana Paula Rossi                                                          | 15.015                                                                   | PMDB                                                                     | 8.142                                                                    | 2,03                                                                     |                                                                          |
| Rogério Lins                                                             | 22.100                                                                   | PR                                                                       | 6.526                                                                    | 1,62                                                                     |                                                                          |
| André Sacco                                                              | 45.645                                                                   | PSDB                                                                     | 5.495                                                                    | 1,37                                                                     |                                                                          |
| Fabio Yamato                                                             | 27.678                                                                   | PSDC                                                                     | 5.111                                                                    | 1,27                                                                     |                                                                          |
| Toninho Enfermeiro                                                       | 31.777                                                                   | PHS                                                                      | 5.104                                                                    | 1,27                                                                     |                                                                          |
| Prof. Mário Luiz Guide                                                   | 40.140                                                                   | PSB                                                                      | 5.029                                                                    | 1,20                                                                     |                                                                          |
| Cuca                                                                     | 14.699                                                                   | PTB                                                                      | 4.951                                                                    | 1,23                                                                     |                                                                          |
| Jair Assaf                                                               | 45.666                                                                   | PSDB                                                                     | 4.628                                                                    | 1,15                                                                     |                                                                          |
| Valmir Prascedelli                                                       | 13.025                                                                   | PT                                                                       | 4.584                                                                    | 1,14                                                                     |                                                                          |
| João Gois                                                                | 13.666                                                                   | PT                                                                       | 4.482                                                                    | 1,12                                                                     |                                                                          |
| Claúdio da Locadora                                                      | 43.143                                                                   | PV                                                                       | 4.358                                                                    | 1,08                                                                     |                                                                          |
| Bognar                                                                   | 45.123                                                                   | PSDB                                                                     | 4.120                                                                    | 1.03                                                                     |                                                                          |
| Miazaki                                                                  | 44.751                                                                   | PRP                                                                      | 3.979                                                                    | 0,99                                                                     |                                                                          |
| Rubinho Bastos                                                           | 13.678                                                                   | PT                                                                       | 3.731                                                                    | 0,93                                                                     |                                                                          |
| Didi                                                                     | 19.630                                                                   | PTN                                                                      | 3.647                                                                    | 0,91                                                                     |                                                                          |
| Eduardão                                                                 | 40.700                                                                   | PSB                                                                      | 3.620                                                                    | 0,90                                                                     |                                                                          |
| Aloísio Pinheiro                                                         | 13.620                                                                   | PT                                                                       | 3.410                                                                    | 0,85                                                                     |                                                                          |
| Valdomiro Pinheiro                                                       | 17.500                                                                   | PSL                                                                      | 3.191                                                                    | 0,79                                                                     |                                                                          |
| Josias da Juco                                                           | 11.011                                                                   | PP                                                                       | 1.869                                                                    | 0,47                                                                     |                                                                          |

| Votos válidos   | Votos válidos   | 401.686 | 91,08% |
| Votos nulos     | Votos nulos     | 15.582  | 3,53%  |
| Votos em branco | Votos em branco | 23.757  | 5,39%  |
| Total           | Total           | 441,025 | 100%   |
| --------------- | --------------- | ------- | ------ |